# Jean Benner
Jean Benner (* 28. März 1836 in Mülhausen im Elsass; † 28. Oktober 1906 in Paris) war ein französischer Maler und Zwillingsbruder des Malers Emmanuel Benner.

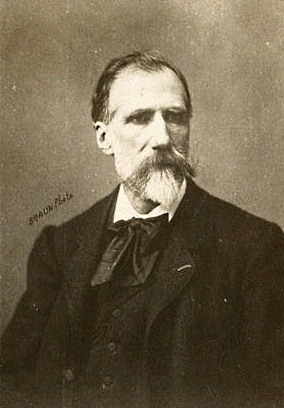
Porträtfoto des Malers Jean Benner, aufgenommen von Braun, Clément & Cie (Adolphe Braun) in Paris, zwischen 1889 und 1910

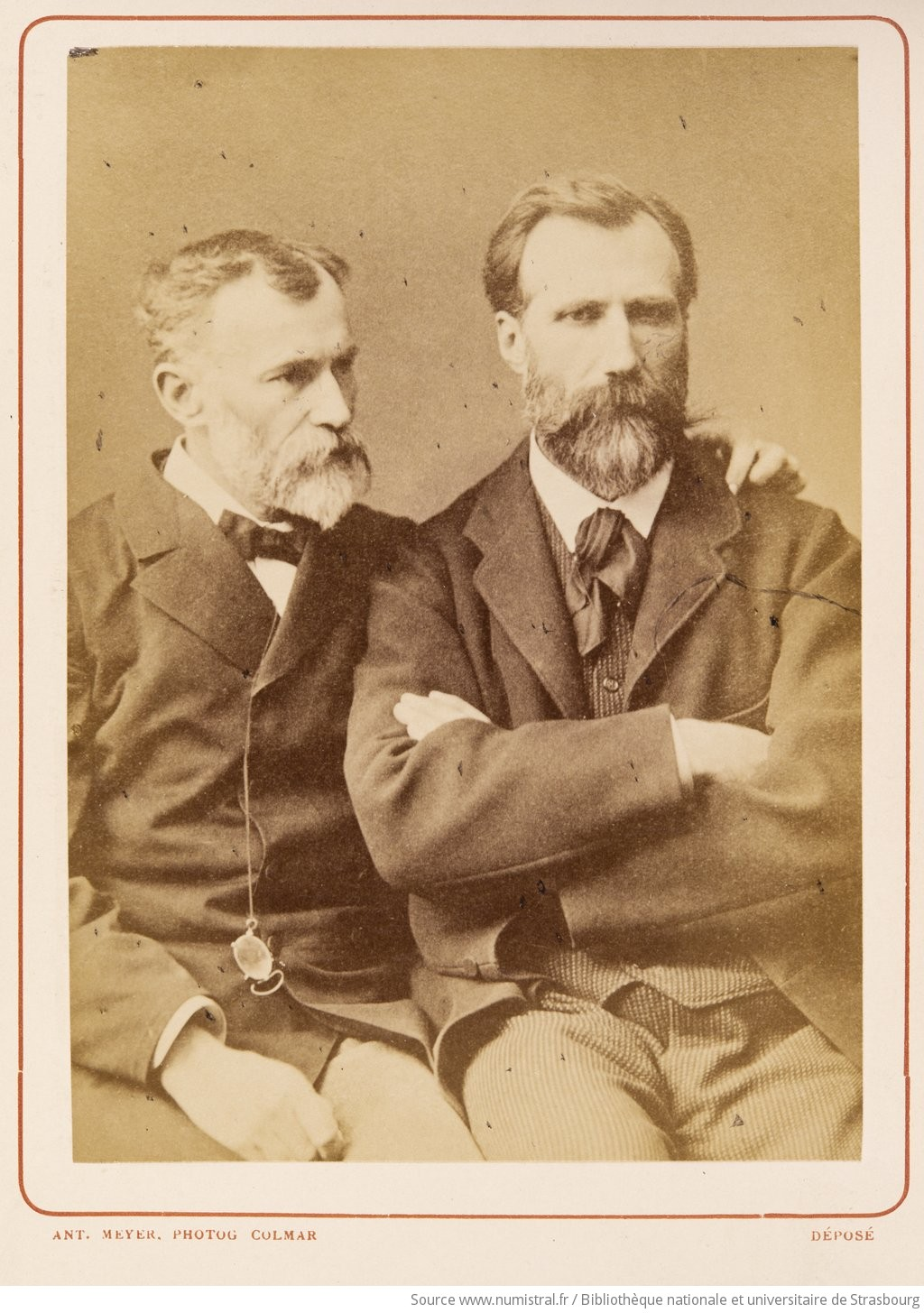
Emmanuel und Jean Benner, 1883

Vater von Jean und seinem Zwillingsbruder Emmanuel Benner (1836–1896) war der Maler und Textildesigner Jean Benner-Fries.
Die Zwillingsbrüder Benner waren zunächst Designer für verschiedene Mülhauser Unternehmen. Im Alter von 30 Jahren studierte Jean Benner Kunst in Paris; gemeinsam mit Léon Bonnat (1833–1922) und Jean-Jacques Henner (1829–1905), und wohl auch mit seinem Bruder Emmanuel. Er stellte seine Gemälde im Pariser Salon von 1868 aus. Benner porträtierte Henner im Jahr 1899; zuvor hatte Henner Benner im Jahr 1863 porträtiert.
Jean Benner malte vor allem Stillleben, Porträts, Genre-Gemälde und weibliche Akte. Er lebte und malte zeitweilig auf der italienischen Insel Capri, die damals, im letzten Drittel des 19. Jahrhunderts, eine europäische Künstlerkolonie war.

## Werke (Auswahl)
- Blumen und Früchte (1868)
- Nach einem Sturm auf Capri (1872)
- Trappisten-Mönch beim Gebet (1875)
- Briseis schluchzend über Patroclus' Leiche (1878), Château-Musée, Nemours
- La Nymphe de la Grotte d’Azur (1878)
- Ein Haus auf Capri (1881), Musée des Beaux-Arts de Pau
- L'Extase (Verzückung, ca.  1896), Musée d’Art moderne et contemporain de Strasbourg
- Porträt von Jean-Jacques Henner (1899), Museum für bildende Künste in Mulhouse
- Jeune fille de Capri (Junge Frau auf Capri, 1906), Musée des Beaux-Arts de Nantes
- Un coin d'ombre à Capri (Eine schattige Ecke auf Capri; Datum unbekannt)
- Malven (Datum unbekannt), Musée d'art et d'archéologie, Senlis
- Les Pêcheurs (Die Fischer), Musée d’art moderne André Malraux, Le Havre
- Porträt von Emmanuel Benner, Musée des Beaux-Arts de Nantes
- Salomé, Musée des Beaux-Arts de Nantes
- À la France, toujours (um 1906), Museum für bildende Künste in Mulhouse
- Portrait de jeune fille, Musée des Beaux-Arts de Reims

## Galerie

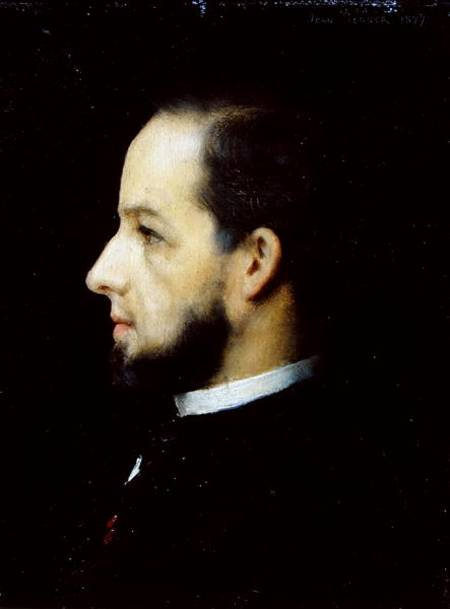
Jean Benner im Jahr 1877, gemalt von Jean-Jacques Henner
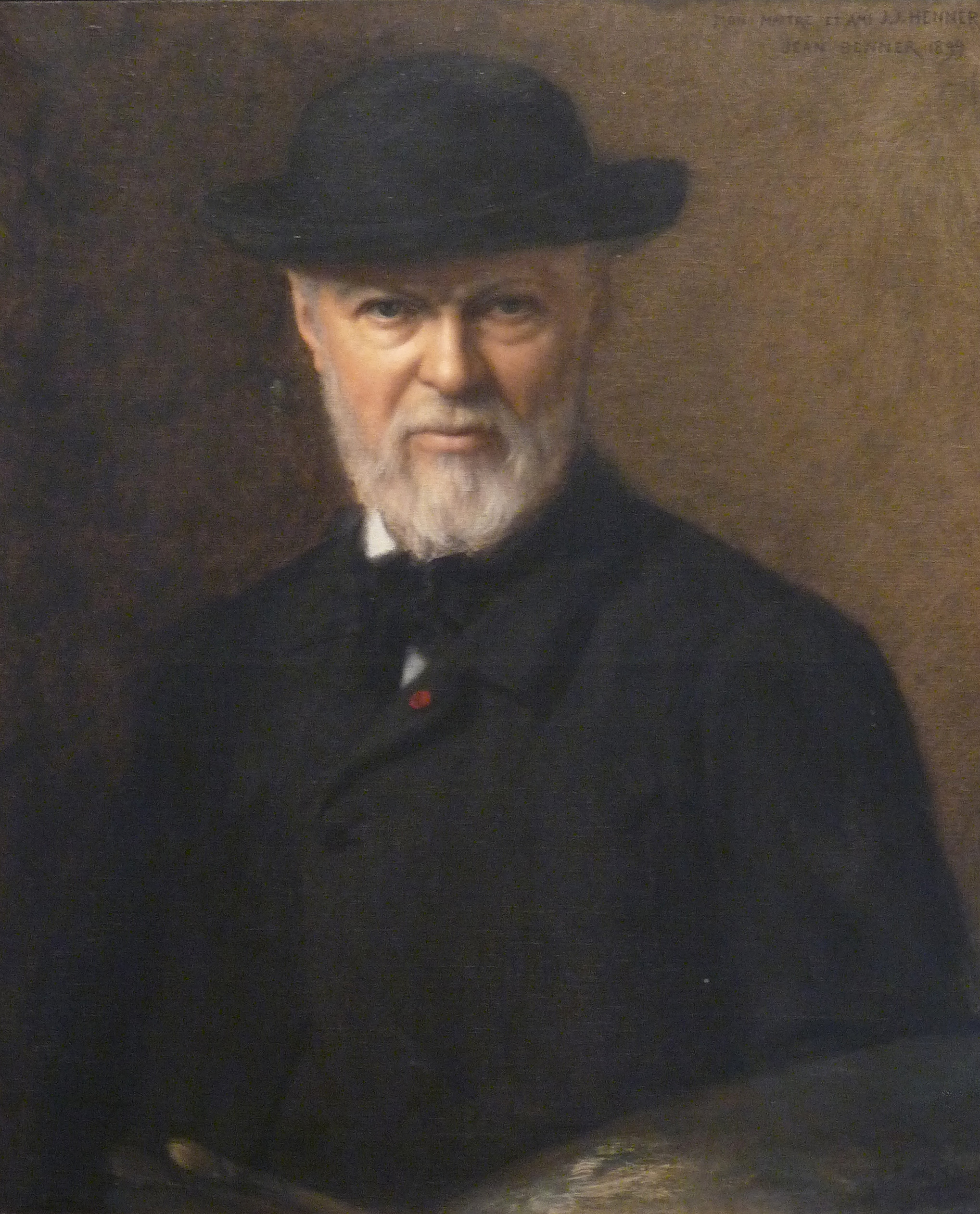
Porträt von Jean-Jacques Henner, 1899
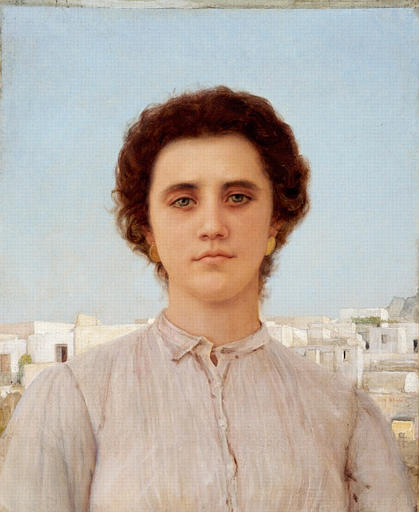
Jeune fille de Capri, 1906, Musée des Beaux-Arts de Nantes
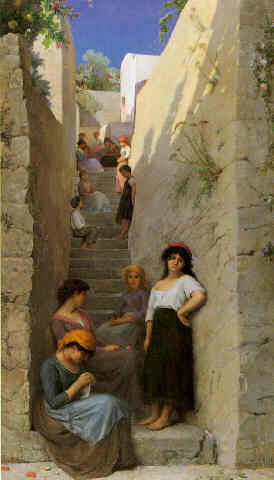
Un coin d'ombre à Capri
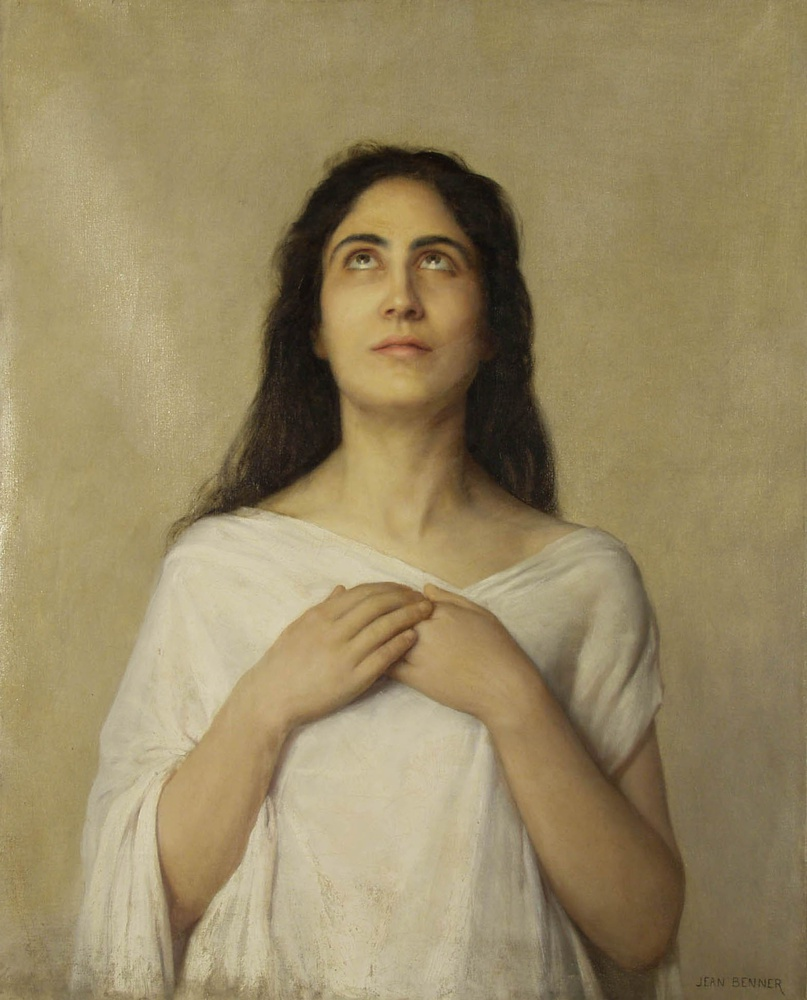
L'Extase, Musée d’Art moderne et contemporain de Strasbourg
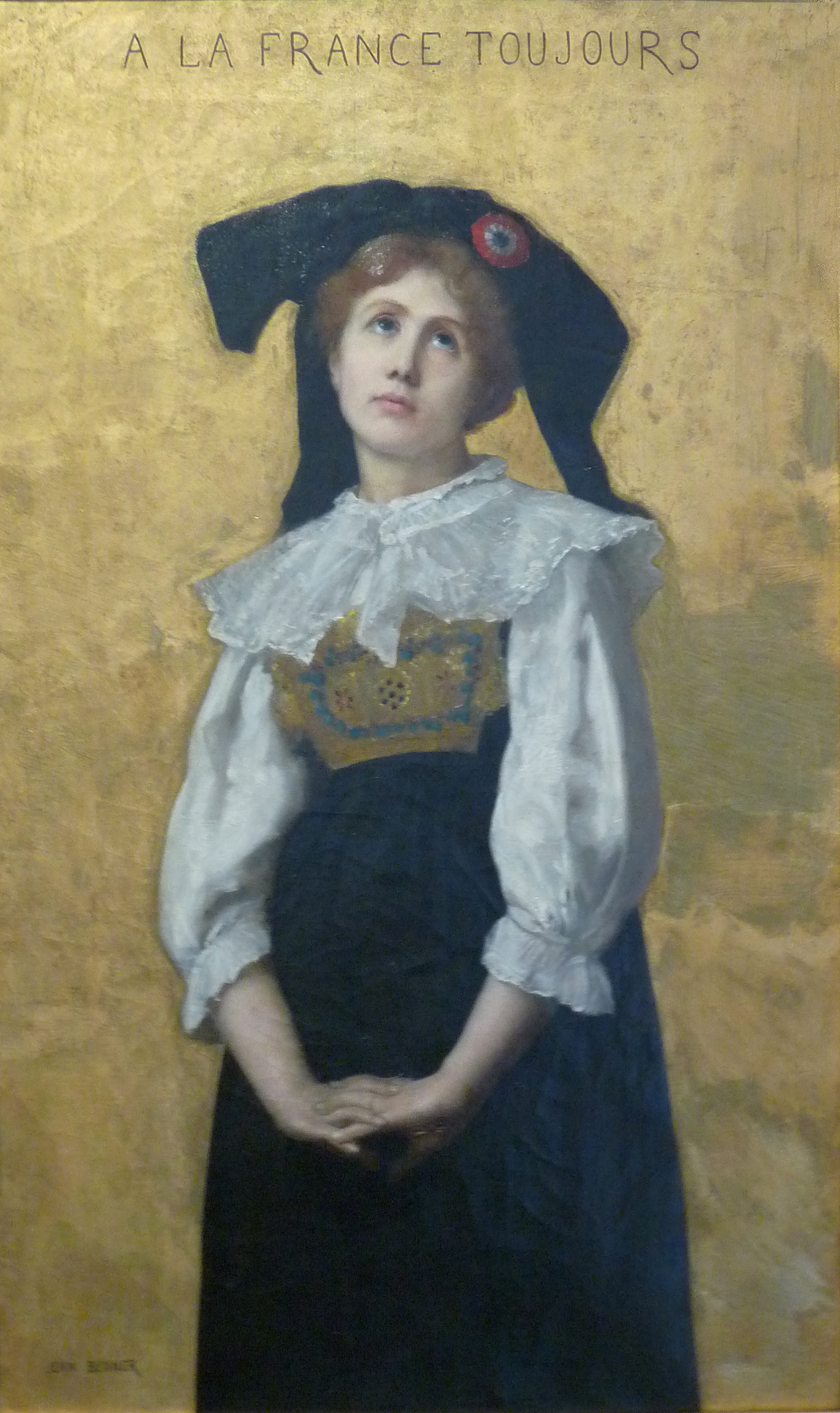
À la France, toujours
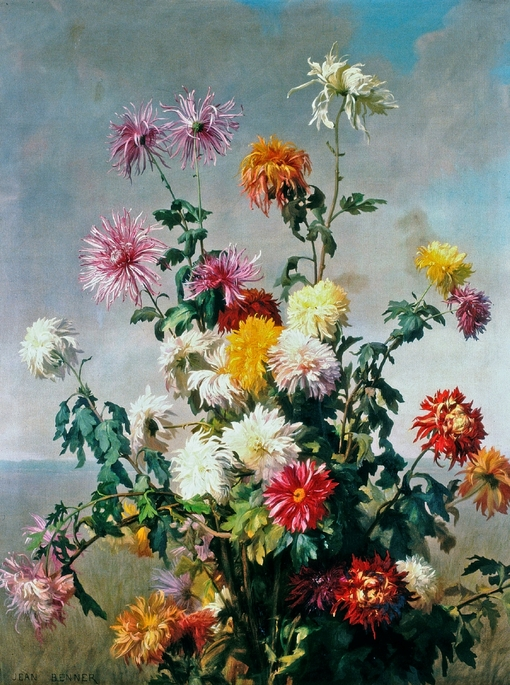
Study of Flowers, oil on canvas, Laing Art Gallery
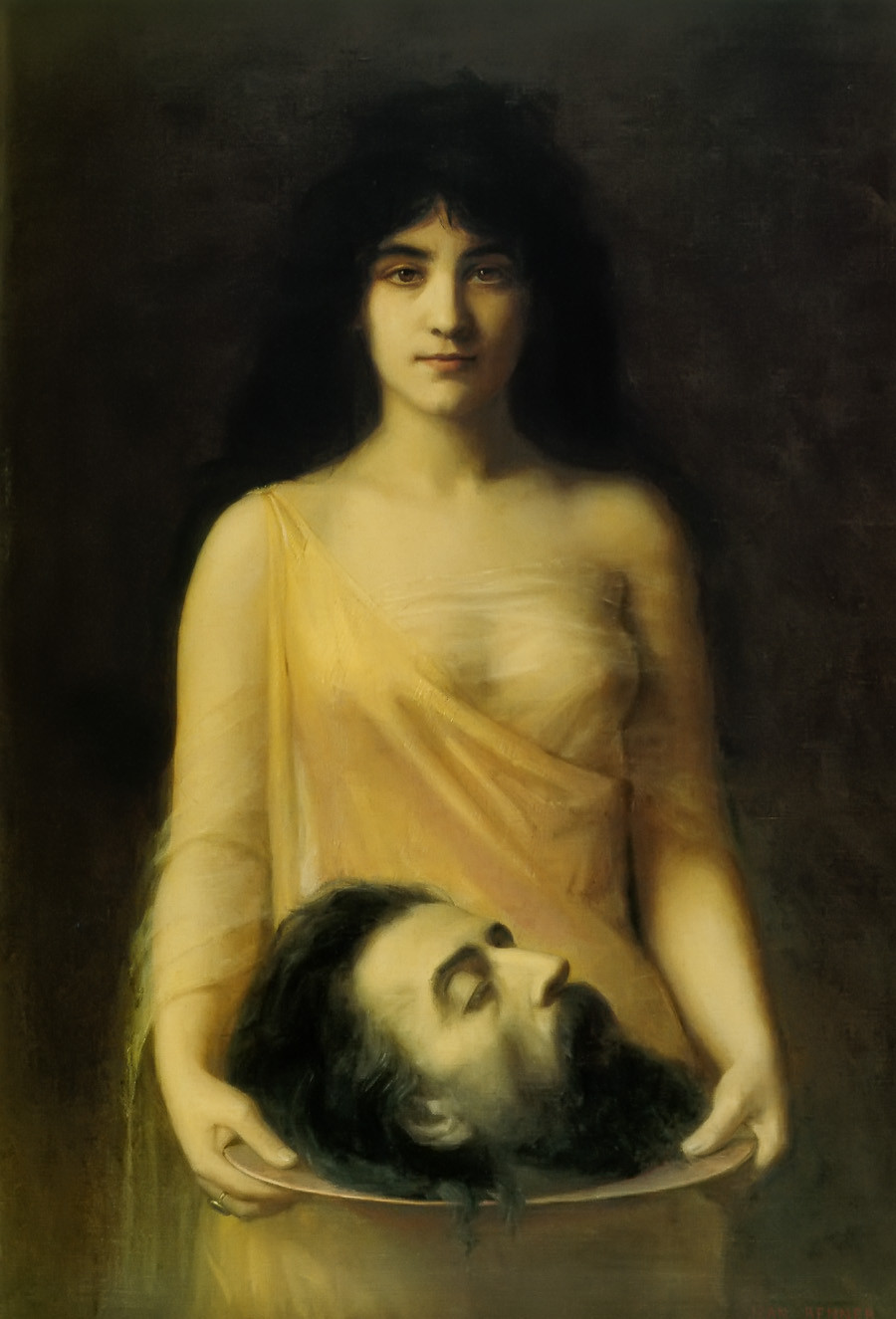
Salomé, ca. 1899
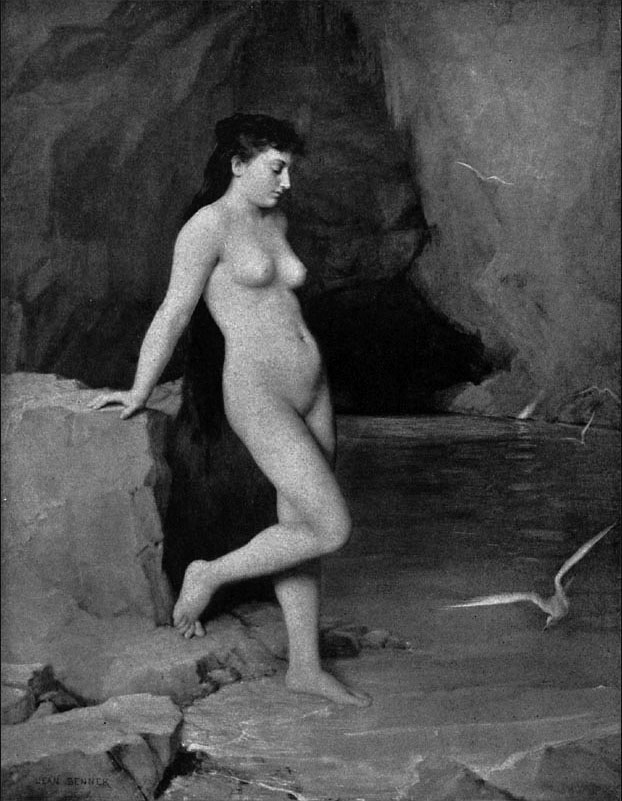
Nymphe de la Grotte d'Azur, 1878
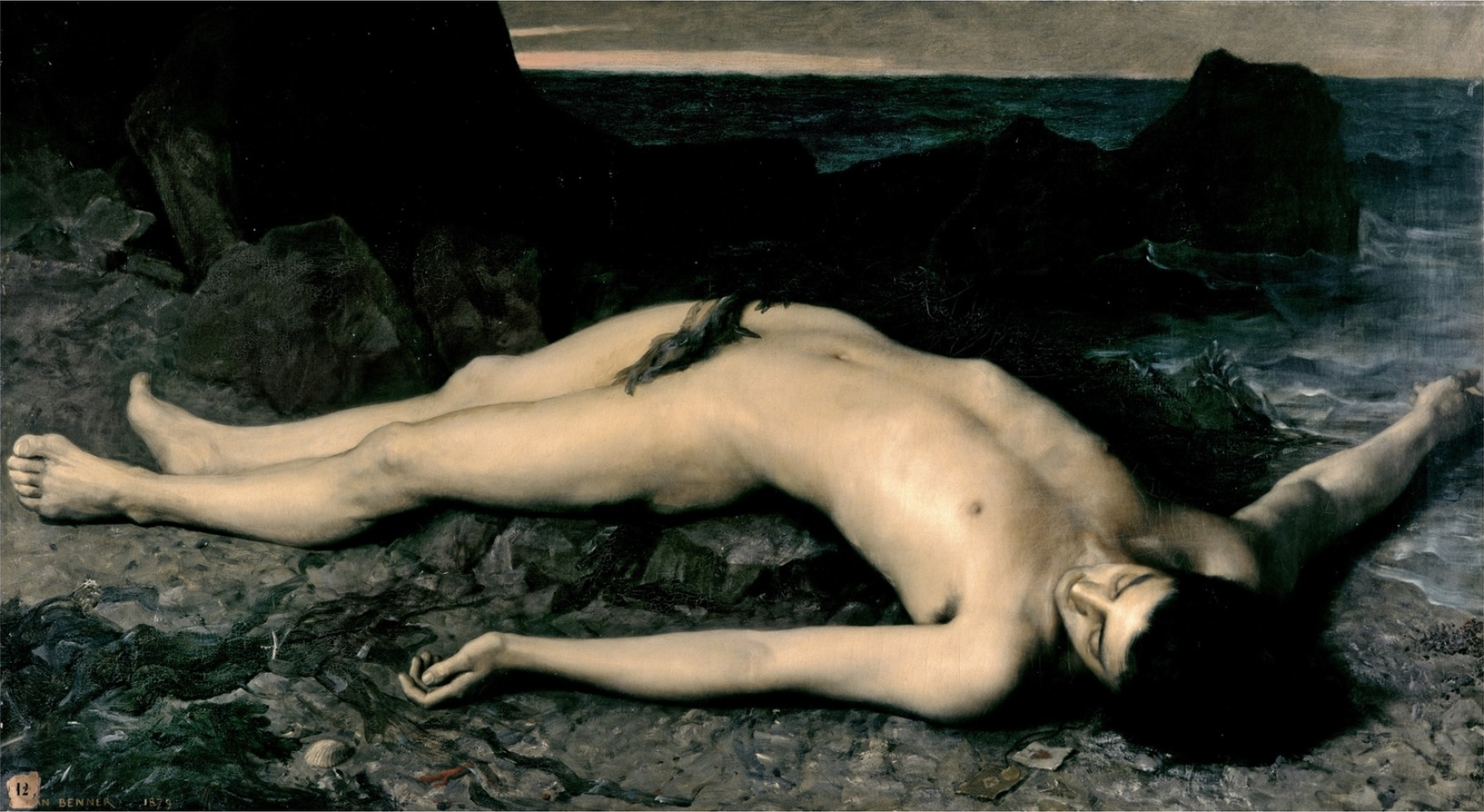
L'Épave ou l'Italien, 1879
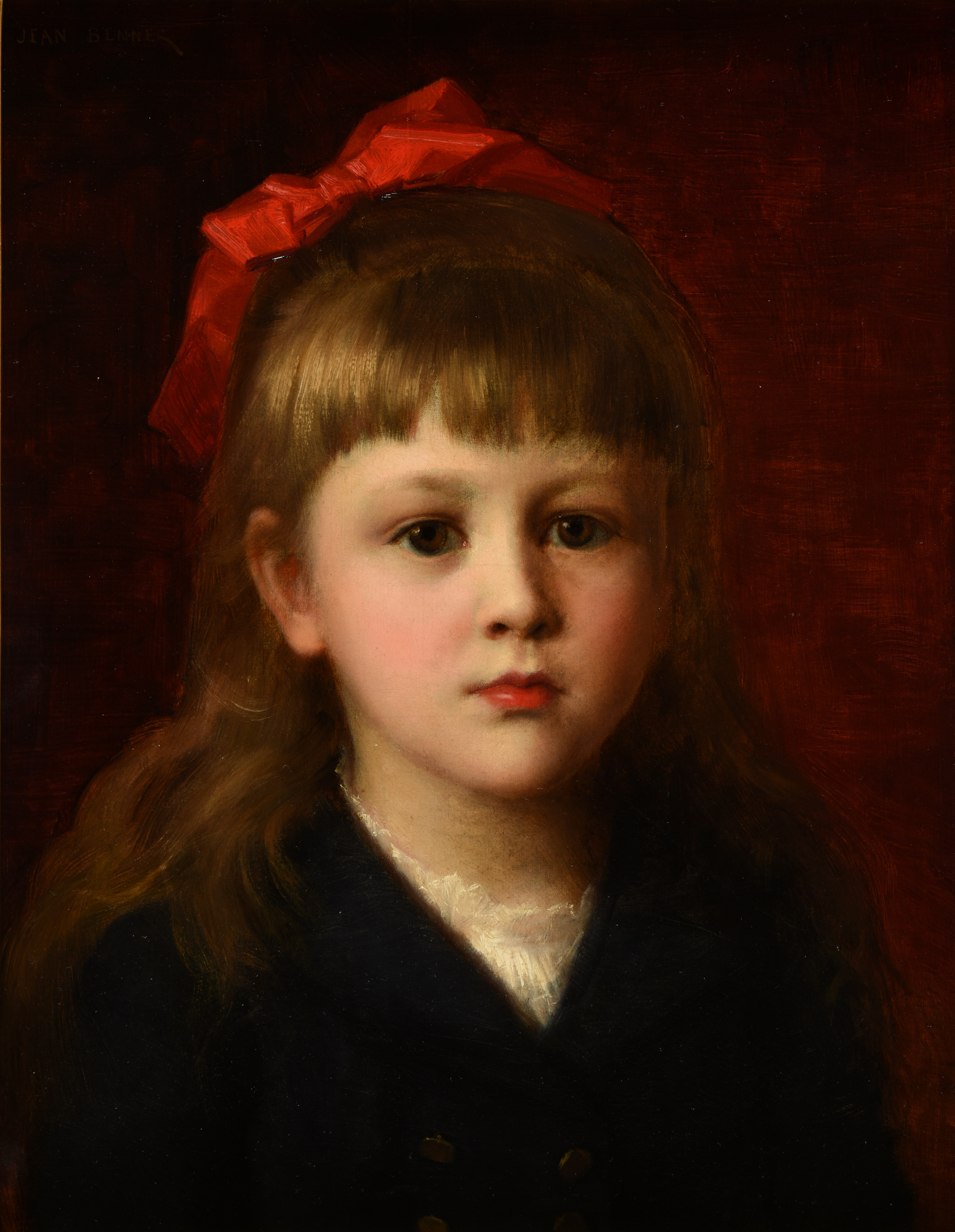
Portrait de Fillette, Musée des Beaux-Arts de Reims